# Harpactira gigas
Harpactira gigas är en spindelart som beskrevs av Pocock 1898. Harpactira gigas ingår i släktet Harpactira och familjen fågelspindlar. Inga underarter finns listade i Catalogue of Life.